# Jean Ferrard
Jean Ferrard (* 27. Januar 1944 in Watermael-Boitsfort) ist ein belgischer Organist und Musikwissenschaftler.

## Leben
Nach dem Orgelstudium am Brüsseler Konservatorium setzte Jean Ferrard seine Studien bei Marie-Claire Alain in Paris fort. Anschließend studierte er Musikwissenschaften an der Universität Brüssel.
Nach der Studienzeit produzierte er mehr als zehn Jahre lang eine tägliche Klassiksendung für den Sender RTBF 3 (heute Musiq3). Seit 1985 widmete er seine Zeit hauptsächlich dem Unterricht, so war er von 1982 bis 1992 Professor für Orgel am Lütticher Konservatorium und war ab 1992 bis zu seiner Pensionierung 2009, in gleicher Funktion am Brüsseler Konservatorium tätig. Neben regelmäßigen Meisterkursen, hat er mehrere Gastprofessuren in verschiedenen europäischen Ländern inne. Seit seiner Emeritierung, bereitet Ferrard eine Promotion vor, über das Thema «La musique d’orgue des Pays-bas méridionaux au premier tiers du XVIIe siècle, mise en rapport avec les écoles nationales naissantes»
Seit 1996 ist er der Herausgeber der alle drei Monate erscheinenden Fachzeitschrift Le Magazine de l’orgue. Neben seiner Tätigkeit als Herausgeber für den französischen Verlag Heugel, mit Werken der „Alten Musik“, hat er an mehreren Filmen mitgewirkt, so an einem 90-Minuten-Film über das Leben von Johann Sebastian Bach für das DDR-Fernsehen.
Neben seiner internationalen Konzerttätigkeit machte er mehr als 20 CD-Einspielungen, unter anderem an der Orgel der Bonifaciuskerk (Medemblik).

## Veröffentlichungen
- Zahlreiche Enzyklopädie Artikel für New Grove Dictionary of Music and Musicians und Die Musik in Geschichte und Gegenwart.
- Orgues du Brabant Wallon, un Inventaire critique par Jean Ferrard (Brüssel 1981).
- Le plus impressionnant dans l'orgue est son silence. Jean Ferrard, Fotos André Janssens (Brüssel, 1999) ISBN 2930018224.